# Хъ Дзиенкуй
В това китайско име фамилията (Хъ) стои пред личното име.
Хъ Дзиенкуй (на китайски: 贺建奎, на пинин: Hè Jiànkuí, [xɤ̀ː tɕæ̀n kʰʷə́i]) е китайски биофизик и генетик.
Роден е в Синхуа, провинция Хунан през 1984 г. Завършва Китайския научно-технически университет в Хъфей (2006), защитава докторат в Университета „Райс“ в Хюстън (2010), а след това специализира генетика в Станфордския университет.
Работи в Южния научно-технически университет в Шънджън, където през 2018 г. създава първите 2 човешки същества с модифицирани гени, които трябва да ги направят устойчиви на ХИВ. Експериментът му е в нарушение на регулациите за опити върху хора и е осъден на 3 години затвор през 2019 г.